# Neuweiler
Neuweiler är en kommun och ort i Landkreis Calw i regionen Nordschwarzwald i Regierungsbezirk Karlsruhe i förbundslandet Baden-Württemberg i Tyskland. 
Kommunen bildades 1 januari 1975 genom en sammanslagning av kommunerna Agenbach, Breitenberg, Gaugenwald, Neuweiler, Oberkollwangen och Zwerenberg.
Kommunen ingår i kommunalförbundet Teinachtal tillsammans med städerna Bad Teinach-Zavelstein och Neubulach.